# John Entwistle
John Alec Entwistle (Chiswick, Londres, Anglaterra, 9 d'octubre de 1944 - Las Vegas, Nevada, Estats Units, 27 de juny de 2002), va ser un músic, compositor i productor anglès, més conegut pel seu treball com a baixista del grup britànic de Rock The Who. Va ser l'únic membre del grup que tenia una formació musical formal, i el seu so característic va influir a altres baixistes de Rock. Va entrar al Rock and Roll Hall of Fame com a membre de The Who en 1990.
Entwistle va aconseguir fer que el baix passés de ser mer acompanyant rítmic a ser un element amb vida pròpia, capaç d'aportar un so diferencial en una cançó. La seva tècnica ha influït a una gran quantitat de baixistes com Geddy Lee de Rush, Steve Harris d'Iron Maiden, Michael Anthony de Van Halen i Adam Clayton de U2.
En 2011, Entwistle va ser seleccionat com el millor baixista de tots els temps en una enquesta elaborada per lectors de la revista Rolling Stone. En el mateix sentit, The Biography Channel va nominar a Entwistle com a millor baixista i va comentar que va fer pel baix el mateix que Jimi Hendrix per la guitarra. John tenia un ritme d'acompanyament molt similar al de Steve Harris d'Iron Maiden i al de John Paul Jones de Led Zeppelin.